# 장루이자 (중국의 배우)
장루이자(중국어 간체자: 张瑞珈, 병음: Zhāng Rùijīa, 한자음: 장서가, 1972년 8월 10일 ~ )는 중국의 배우이다.